# 게이센역
게이센역(일본어: 桂川駅 けいせんえき[*])은 일본 후쿠오카현 가호군 게이센정에 위치한 규슈 여객철도의 철도역이다. 지쿠호 본선의 소속역이며, 이 역을 기점으로 하는 사사구리 선 등을 포함해 2개의 노선을 상호 운행하고 있다. 단선 · 섬식의 형태를 합친 2면 3선 구조의 복합 승강장을 갖춘 지상역이다.

## 타는 곳
| 1 | ■ 후쿠호쿠유타카 선 | (상행) | 신이즈카 · 노가타 · 오리오 방면 |
| 2 | ■ 하루다 선         |        | 가미호나미 · 하루다 방면        |
| 3 | ■ 후쿠호쿠유타카 선 | (하행) | 사사구리 · 하카타 방면          |

## 역 주변
- 오즈카 고분
- 국도 제200호선

## 역사
- 1901년 12월 9일 : 나가오역으로서 규슈 철도(초대)가 개설.
- 1907년 7월 1일 : 규슈 철도(초대)가 국유화되어, 제국철도청이 소관.
- 1929년 12월 7일 : 지쿠젠우치노 - 하루다 간 개통에 의해 지쿠호 본선 소속역으로 편입.
- 1940년 12월 1일 : 게이센역으로 역명 변경.
- 1968년 5월 25일 : 사사구리 선 사사구리 - 이 역간 개통에 의해 전 노선 개통.
- 1987년 4월 1일 : 일본국유철도 분할 민영화에 의해, 규슈 여객철도가 승계.
- 2001년 10월 6일 : 지쿠호 본선 히가시오리오 - 노가타 - 게이센 역 간 및 사사구리 선 요시즈카 - 이 역간 전철화.
- 2009년 3월 1일 : IC카드 SUGOCA의 사용을 개시.

## 같이 보기
- 가쓰라가와역 (교토부)

| 지쿠호 본선        | 지쿠호 본선                       | 지쿠호 본선              |
| ------------------ | --------------------------------- | ------------------------ |
| 이즈카 노가타 방면 | ■ 후쿠호쿠유타카 선 특급 '가이오' | 요시즈카 하카타 방면     |
| 덴토 오리오 방면   | ■ 쾌속 · ■ 보통                   | 지쿠젠다이부 하카타 방면 |
| 하루다 선          |                                   |                          |
| 시·종착역          | ■ 하루다 선                       | 가미호나미 하루다 방면   |